# Tentakel

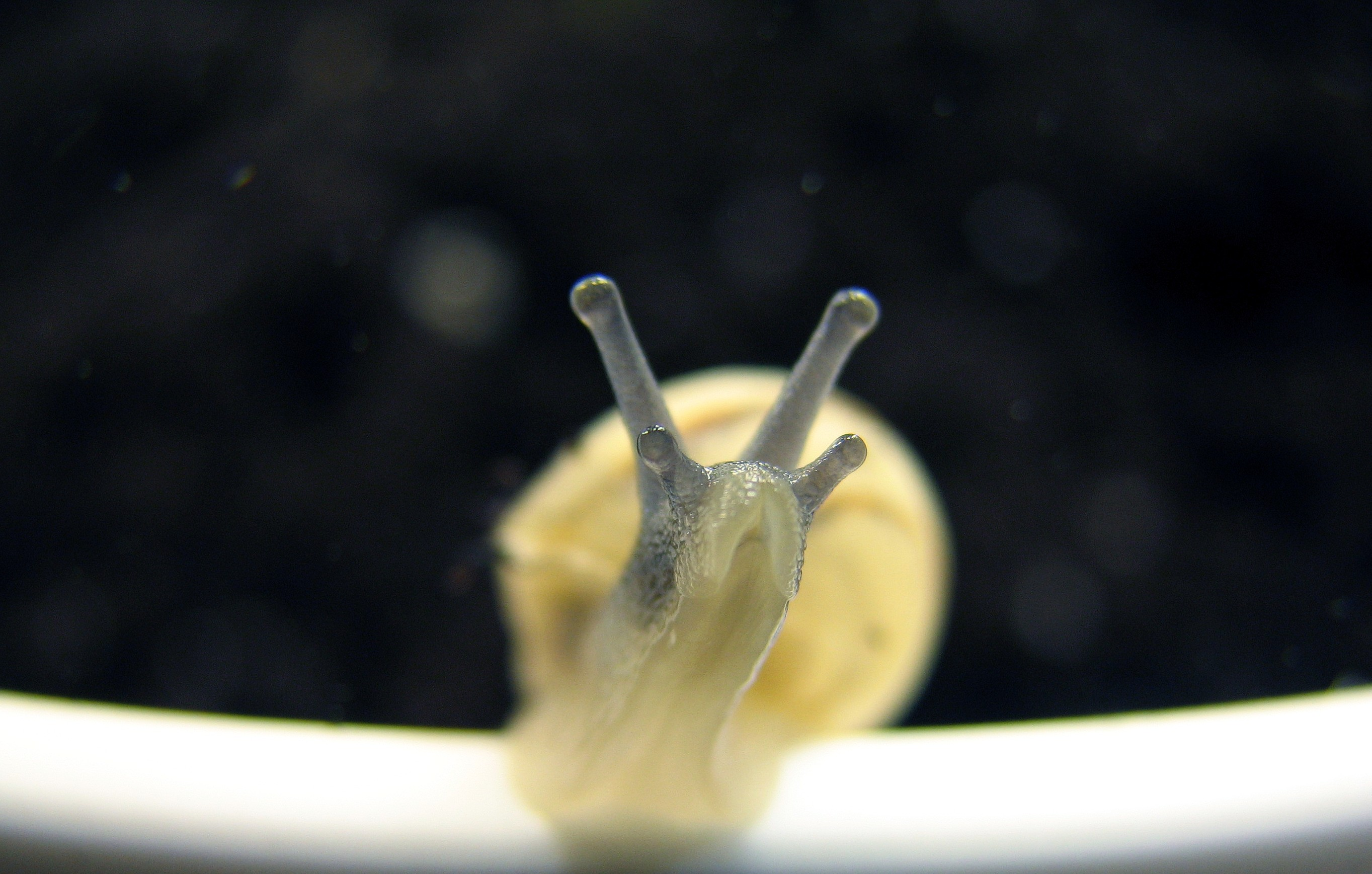
Snigel med tentakler på huvudet.

Tentakel (av latinets tentare, känna sig för) är ett långsmalt, oledat och rörligt utskott som finns hos vissa klasser bland de ryggradslösa djuren och som tjänstgör dels som känsel-, dels som gripverktyg. Hos till exempel bläckfiskar, där de är försedda med sugskålar, används tentaklerna för att hålla fast ett byte. Hos maneter används den för att fånga in bytet och förlama detta med sitt gift, för att sedan förtära födan. En tentakel kan också vara föresedd med flimmerhår eller nässelceller och användas som fångstapparat för plankton och detritus. En annan betydelse för en tentakel är håren på bladen till köttätande växter. Dessa växter använder vanligtvis sina tentakler till att fånga, angripa och äta sina byten.